# Gewimperter Erdstern
Der Gewimperte Erdstern oder Fransen-Erdstern (Geastrum fimbriatum, Syn. Geastrum sessile) ist eine Pilzart aus der Familie der Erdsternverwandten. Es ist ein ziemlich kleiner bis mittelgroßer Erdstern mit stark aufgespalteten Sternlappen. Die Scheitelöffnung ist gefranst bis gewimpert und der Sporensack ungestielt. Die Fruchtkörper des für den Menschen ungenießbaren Pilzes erscheinen von September bis Oktober im Laub- und Nadelwald.

## Merkmale

### Makroskopische Merkmale
Die Fruchtkörper sind 2–8 cm breit und bis zu 5 cm hoch. Junge Fruchtkörper sind kugelig und rötlichbraun gefärbt. Sie entwickeln sich unterirdisch. Bei Reife reißt die Außenhülle (Exoperidie) sternförmig auf und biegt sich nach außen. Dadurch wird der Fruchtkörper aus dem Erdreich herausgehoben und erhält eine typisch sternartige Gestalt. Die Exoperidie besteht dann aus 5–10 sternförmig angeordneten, blass graubraunen bis cremefarbenen Lappen, die sich bald einrollen.
Die Endoperidie, also die Hülle, die die innere Kugel (Sporensack) umgibt, ist ungestielt und sitzt direkt auf der Außenhülle. Sie ist blass braun bis cremebeige gefärbt. Am Scheitel des Sporensackes befindet sich eine kleine, fransig bewimperter Öffnung, welche als Peristom bezeichnet wird. Durch diese leicht kegelig vorgewölbte Öffnung können die hellbraun gefärbten Sporen entweichen. Das Peristom hat beim Gewimperten Erdstern keinen Hof.

### Mikroskopische Merkmale
Die rundlichen, feinwarzigen Sporen haben einen Durchmesser von 3 bis 4 µm.

## Artabgrenzung
Der Gewimperte Erdstern hat durch den ungestielten Sporensack (Endoperidie) und die viellappig aufreißenden, stark eingekrümmten Sternlappen (Exoperidie) ein recht typisches Aussehen. Kleinere, nicht voll entwickelte Exemplare des Halskrausen-Erdsterns (G. michelianum) können ähnlich aussehen. Die Außenseite ihrer meist dickfleischigeren Sternlappen, die sich nach dem Zurückkrümmen innen befindet, ist anders als beim Gewimperten Erdstern nur wenig mit Erdteilchen verklebt. Außerdem ist die Scheitelöffnung (Peristom) des Halskrausen-Erdsterns oft von einem deutlich abgegrenzten Hof umgeben.
Der Kamm-Erdstern (G. pectinatum), der ebenfalls gern im Fichtenwald wächst, hat einen gestielten Sporensack, der an der Basis meist radial gerunzelt ist. Seine Scheitelöffnung ist von einem gerieften Kegel drüsenartig umgrenzt.

## Ökologie und Phänologie
Die Fruchtkörper erscheinen einzeln oder gesellig von April bis November, meist aber zwischen September und Oktober. Der Erdstern wächst sowohl in Laub- als auch in Nadelwäldern. Oft findet man ihn in der Bodenstreu von Nadelforsten, besonders unter Fichten. Er kommt aber auch an Waldwegen, in Gebüschen, an Bahndämmen oder in Parks und auf Friedhöfen vor. Der Pilz ist bodenvage, bevorzugt aber basische Böden.

## Verbreitung

Europäische Länder mit Fundnachweisen des Gewimperten Erdsterns.
Legende:
grün = Länder mit Fundmeldungen
cremeweiß = Länder ohne Nachweise
hellgrau = keine Daten
dunkelgrau = außereuropäische Länder.

Der Gewimperte Erdstern ist nahezu weltweit verbreitet. Er kommt in Nordamerika (Kanada, Mexiko, USA), Zentralamerika (Ecuador), Südamerika (Bolivien, Venezuela, Argentinien), Asien (Japan, Nordkorea, Südkorea), Australien, Neuseeland und Europa vor.
Er ist in ganz West- und Mitteleuropa verbreitet, aber nicht häufig. Nur in Kalkgebieten kann er bisweilen ortshäufig sein. Im Süden ist er von Portugal und Spanien im Westen bis nach Rumänien und der Ukraine im Südosten verbreitet. In Bulgarien ist der Erdstern weit verbreitet und kommt in der Donautiefebene und an der Schwarzmeerküste, aber auch in den Gebirgen vor. Im Norden ist der Erdstern in ganz Fennoskandinavien verbreitet. In Norwegen reicht sein Verbreitungsgebiet bis zum 69., in Schweden bis zum 67. Breitengrad.
In Deutschland ist der Gewimperte Erdstern weit verbreitet, aber nicht häufig. Trotzdem ist er immer noch der häufigste Erdstern. In den Alpenländern (Schweiz, Liechtenstein, Österreich) ist er häufig bis ziemlich häufig.

## Bedeutung
Wie bei allen Erdsternen ist auch beim Gewimperten Erdstern zumindest der reife Fruchtkörper ungenießbar.